# Róbert Gábor
Róbert Gábor (1972. november 18.) magyar színész.

## Életpályája
Színi tanulmányait a Madách Stúdióban kezdte, majd 1992-től a Gór Nagy Mária Színitanoda növendéke lett, 1995-ben végzett. Pályája 1995-től a nyíregyházi Móricz Zsigmond Színháznál indult. 2003-tól szabadúszó volt, játszott többek között a Merlin Színházban, a Bárka Színházban, a Vígszínházban, 2004 és 2007 között a Nemzeti Színházban, 2008-tól a Pécsi Nemzeti Színházban, a Gózon Gyula Kamaraszínházban, a székesfehérvári Vörösmarty Színházban, a kecskeméti Katona József Színházban, a Radnóti Miklós Színházban, a Belvárosi Színházban, az Örkény István Színházban. 2021-2023 között a szombathelyi Weöres Sándor Színház társulatának tagja volt.2021. szeptember 24-én, a Mohácsi Testvérek: Farsang avagy ez is mekkora egy tahó! című előadásban Iordache, borbélysegéd szerepében nyújtott alakításáért elnyerte a Legjobb férfi főszereplő díját a Városmajori Színházi Szemlén.

## Fontosabb színházi szerepei
- William Shakespeare: A velencei kalmár... Salarino
- William Shakespeare: Romeo és Júlia... Tybalt
- William Shakespeare: Vízkereszt... Curio, úr a herceg kíséretében; II. rendőr
- William Shakespeare: Tévedések vígjátéka... Panthus, kereskedő, Kóbor Antipholus barátja
- Jonathan Swift: Gulliver az óriások földjén... Gulliver, orvos
- Molière: Tartuffe... Lőrinc, Tartuffe szolgája
- Heinrich von Kleist: Az eltört korsó... Tócsa Vitus, parasztember
- Nyikolaj Vasziljevics Gogol: A revizor... Dobcsinszkij
- Fjodor Mihajlovics Dosztojevszkij: Férj az ágy alatt... Bobinyin
- Fjodor Mihajlovics Dosztojevszkij: Ördögök... szereplő
- Anton Pavlovics Csehov: Ványa bácsi... Jefim
- Mihail Afanaszjevics Bulgakov: A Mester és Margarita... szereplő
- Georges Feydeau: Kis hölgy a Maximból... Sauvarel, polgármester
- George Bernard Shaw: Szent Johanna... Az angol katona
- Tennessee Williams: A vágy villamosa... Pablo
- Tennessee Williams: Ifjúság édes madara... Dan Hutcher
- Friedrich Dürrenmatt: Ötödik Frank... Kappeler
- Arthur Miller: Istenítélet... Herrick
- Alfred Jarry: Übü király.. Lecsinszky Szaniszló
- Ken Kesey: Száll a kakukk fészkére... Dr. Spivey; Cheswick
- Ion Luca Caragiale – Mohácsi István – Mohácsi János: Farsang avagy ez is mekkora egy tahó!... Iordache, borbélysegéd
- Thomas Jensen Anders: Ádám almái... Holger, Jeppe
- Martin McDonagh: Alhangya... Csucsu
- James Rado – Gerome Ragni – Galt McDermot: Hair... szereplő
- Lilian Hellman: A kis rókák... Keri, Hubbardék fia
- Lukas Bärfuss: Dora - Szüleink szexuális neurózisai... Orvos
- Michael Frayn: Veszett fejsze... Farkas Endre, ügyelő
- David Mamet: Egy kanál víz... Dave Moss
- Szigeti József: A Vén bakancsos és fia a huszár... Laci, a bakancsos fia
- Szigligeti Ede – Mohácsi István – Mohácsi János: Liliomfi... Szellemfi
- Csiky Gergely: Buborékok... András, inas Rábaynál; Adolf; Bangó úr
- Bíró Lajos: Sárga liliom... Rudas Béla
- Heltai Jenő: Szépek szépe... Szidi Ben Juszuf
- Barta Lajos: Szerelem... Katonatiszt; Szalay
- Görgey Gábor: Komámasszony hol a stukker?... Márton
- Török Tamás: Eltüsszentett birodalom... Juhász
- Szabó Tünde: A hóhér kötele... Péter
- Kornis Mihály: Halleluja... Herendi
- Kárpáti Péter: Pájinkás János... Raszputyinka
- Szilágyi Andor: Leánder és Lenszirom... Bogyó, Leánder szolgája
- Csukás István: Ágacska... Berci béka
- Závada Pál: Egy piaci nap... szereplő
- Mohácsi István – Mohácsi János: A vészmadár - avagy hamar munka ritkán jó... Radó György, képviselő
- Csák György: Az aranyhal meséje... Bódog halász
- Divinyi Réka: Árgyélus királyfi és Tündérszép Ilona... Király; Nap; Polipkirály; Nagyapa
- Rudyard Kipling – Békés Pál – Dés László – Geszti Péter: A dzsungel könyve... Sír Kán
- Merényi Anna: A rajongó... A titkár
- Felhőfi-Kiss László: III/II-es Richard, avagy hús és hentesáru... szereplő
- Martin McDonagh: Az inishmore-i hadnagy... Christy

## Filmek, tv
- Kisváros (sorozat)

- Ki nevet a végén?  1–2. (2001)
- Gyilkos szerep 1–2. (2001)
- Sértett (2005)
- Urlicht (2006)
- Presszó (sorozat)

- A nyitás napja (2008)
- Született lúzer (sorozat)

- Fehér golyó (2009)
- Emlékeim Anna Frankról (2009)
- Vespa (2010)
- Magasfeszültség (2010)
- A Pipás (2010)
- 103 szerda (2013)
- Hacktion ... Kaldenekker
- Hacktion: Újratöltve (2013) ... Garabics Sándor
- Idegenek (2014)
- Drága Elza!  (2014)
- Dumapárbaj (2015)
- Barátok közt (sorozat, 2004, 2015) ... Torday Dezső/Sas Rafael
- Ketten Párizs ellen (sorozat)

- A franciákat senki nem érti (2015)
- Tömény történelem (sorozat, 2016)
- Munkaügyek (2016) ...intézményfenntartó
- Becsületes megtaláló (2018)
- 200 első randi (2019)
- Cseppben az élet (2019)
- Keresztanyu (2022)
- Legyetek szeretettel (2023)
- …a szomszéd tehene (2024)
- Hazatalálsz (2024)
- Gólkirályság (2024)
- A renitens (2025)

## Díjai, elismerései
- A legjobb férfi főszereplő díja (Városmajori Színházi Szemle – Budapest, 2021)